# تبذر شامل

التبزر الشامل

التَبَزُّر الشَّامِل (أو البانسبيرميا في الترجمات الحرفية، من اليونانية: πανσπερμία، منπᾶς/πᾶν (باس\بان) التي تعني «جميع» وσπέρμα (سبيرما)التي تعني «البذور») هي فرضية تقول بأن «بذور» الحياة موجودة في جميع أرجاء الكون، وأن الحياة على الأرض من الممكن أنها أتت من تلك «البذور», وأنه من الممكن أن هذه البذور قد نبتت بالفعل في بعض الكواكب.
هذه الفكرة لها علاقة بنظرية التخلق الخارجي exogenesis، إلا أن البانسبيرميا هي أكثر محدودية منها، وتقول بأن الحياة على الأرض قد أتت من مكان آخر في الكون، لكن لا يمكننا شرح كيفية انتقال الحياة من تلك الكوكب. بينما مصطلح «التخلق الخارجي» تشير عادةً إلى دراسة الحوادث الدقيقة لنشوء الحياة في نظرية البانسبيرميا.
أول ذكر لفرضية الانتشار الكوني (بانسبيرميا) كان في كتابات الفيلسوف اليوناني أناكساجوراس في القرن الخامس قبل الميلاد. بدأت فرضية البانسبيرميا تتبلور بشكل أكثر علمي من خلال اقتراحات العديد من العلماء والباحثين مثل يونس جاكوب بيرزيليوس في عام 1834، وهيرمان ريختر في عام 1865، وكيلفن في عام 1871، وهيرمان فون هلمهولتز في عام 1879، ووصولها أخيرًا إلى مستوى فرضية علمية مفصلة من خلال جهود الكيميائي السويدي سفانتي أرهنيوس في عام 1903.
فريد هويل (1915-2001) وتشاندرا ويكرماسينغه (مولود عام 1939) كانوا من أبرز المؤيدين لفرضية البانسبيرميا. في عام 1974، اقترحوا فرضية بأن بعض الغبار في الفضاء بين النجوم يحتوي بشكل كبير على مركبات عضوية تحتوي على الكربون، وقد أثبتت ويكرماسينغه في وقت لاحق صحة هذا الاقتراح. كما ادعى هويل وويكرماسينغه أن أشكال الحياة ما زالت تدخل الغلاف الجوي للأرض وقد تكون مسؤولة عن تفشي الأوبئة وظهور الأمراض الجديدة والتنوع الوراثي اللازم للتطور الكبير.
على الرغم من أن فرضية البانسبيرميا لا تزال مجرد افتراض ولم يتم إثباتها بشكل قطعي، إلا أنها أثارت البحث العلمي والنقاش حول إمكانية وجود الحياة خارج الأرض وكيفية نشأتها وانتشارها في الكون.
البانسبيرميا الموجهة
الفرضية:
تعتبر البانسبيرميا الموجهة نقلًا متعمدًا للكائنات الحية الدقيقة في الفضاء، تُرسَل إلى الأرض لبدء الحياة هنا، أو تُرسَل من الأرض لبذرة الأنظمة الكوكبية الجديدة بالحياة من خلال أنواع مقدمة من الكائنات الحية الدقيقة على الكواكب الصحراوية. اقترح الفائز بجائزة نوبل فرانسيس كريك، إلى جانب ليسلي أورجيل، أن الحياة قد تم نشرها عمدًا من قبل حضارة فضائية متقدمة. ومع ذلك، عند النظر إلى فرضية "عالم الأر أن أي الحمض النووي الريبوزي الحمضي الأولي. واقترح عالم الفلك توماس جولد في عام 1960 فرضية "النفايات الكونية"، بأن الحياة على الأرض قد نشأت عن طريق الصدفة من تجمع لمخلفات قد ألقي بها كائنات فضائية على الأرض منذ فترة طويلة.
الحجج المعارضة:
في نظرية البانسبيرميا الموجهة يمكن، في نظرية، أن يتم توضيحها من خلال اكتشاف "توقيع" مميز قد زُرع عن قصد في جينوم الكائنات الحية الدقيقة الأولية أو في الرمز الوراثي لها من قِبل نسلنا الافتراضي الذي يعود تاريخه إلى ما يقرب من 4 مليارات سنة. وقد اقتُرح أن الفيروس الجرثومي φX174 قد يمثل مثل هذا الرسالة. ومع ذلك، لا يوجد آلية معروفة يمكن أن تمنع التغيّرات الوراثية والانتقاء الطبيعي من إزالة هذه الرسالة على مر الزمن الطويل.